# Župnija Loče pri Poljčanah
Župnija Loče pri Poljčanah je rimskokatoliška teritorialna župnija Dekanije Slovenske Konjice v okviru Bistriško-Konjiškega naddekanata, ki je del Nadškofije Maribor.
Župnijska cerkev sv. Duha se nahaja v središču naselja.

## Lega in meje župnije
Na vzhodu župnija meji na poljčansko župnijo, na severu na župnijo Sveti Jernej, na zahodu se dotika Žič in Špitaliča, proti jugu pa meji na Ponikvo in Sladko Goro. Župnija Loče je, razen ob reki Dravinji ter ob potokih, zelo hribovita. Najvišja vzpetina v župniji je Zlodržek s 652  nadmorske višine.